# Grande Thonaise

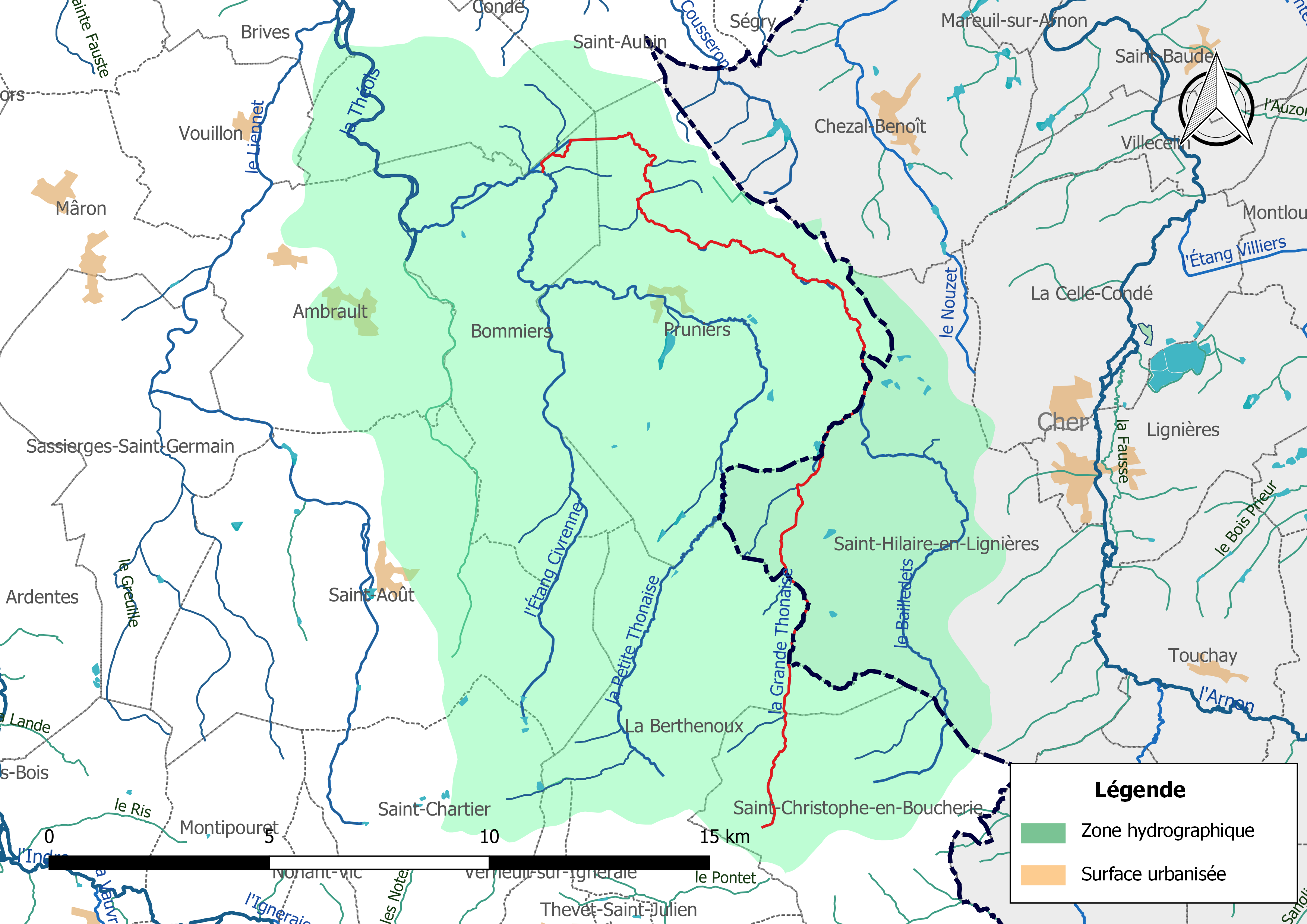
Grande Thonaise: Einzugsgebiet

Die Grande Thonaise ist ein Fluss in Frankreich, der in der Region Centre-Val de Loire verläuft. Sie entspringt beim Weiler La Brande de Vilaine, im östlichen Gemeindegebiet von La Berthenoux, entwässert Richtung Nord bis Nordwest und mündet nach rund 26 Kilometern im Gemeindegebiet von Bommiers als rechter Nebenfluss in die Petite Thonaise. Die Grande Thonaise entspringt und mündet  im Département Indre, verläuft dazwischen jedoch auch im benachbarten Département Cher.

## Orte am Fluss
(Reihenfolge in Fließrichtung)
- La Brande de Vilaine, Gemeinde La Berthenoux
- Le Grand Orme, Gemeinde Lignières
- Le Moulin de Palbas, Gemeinde Pruniers